# Yingge
Yingge (chiń. upr. 莺歌区; chiń. trad. 鶯歌區; pinyin Yīnggē qū; Wade-Giles Ying-ko ch’ü; pe̍h-ōe-jī Eng-ko-khu) – dzielnica (chiń. 區, qū) miasta wydzielonego Nowe Tajpej na Tajwanie. Znajduje się w zachodniej części miasta.
23 czerwca 2009 komitet przy Ministrze Spraw Wewnętrznych Republiki Chińskiej zarekomendował przekształcenie dotychczasowego powiatu Tajpej (chiń. trad. 臺北縣; pinyin Taibei xiàn) w miasto wydzielone;  wszystkie gminy miejskie (chiń. 鎮, zhèn), jak Yingge, gminy wiejskie i miasta wchodzące w skład powiatu zostały przekształcone w dzielnice (chiń. 區, qū). Ustawa weszła w życie 25 grudnia 2010 roku.
Populacja dzielnicy Yingge w 2016 roku liczyła 87 231 mieszkańców – 43 500 kobiet i 43 731 mężczyzn. Liczba gospodarstw domowych wynosiła 29 565, co oznacza, że w jednym gospodarstwie zamieszkiwało średnio 2,95 osób.

## Demografia (2010–2016)
| Rok  | Liczba ludności | Gęstość zaludnienia | Kobiety | Mężczyźni | Gospodarstwa domowe |
| ---- | --------------- | ------------------- | ------- | --------- | ------------------- |
| 2010 | 86 821          | 4110                | 42 889  | 43 932    | 27 445              |
| 2011 | 87 683          | 4150                | 43 441  | 44 242    | 27 986              |
| 2012 | 88 336          | 4181                | 43 856  | 44 480    | 28 560              |
| 2013 | 88 637          | 4195                | 44 131  | 44 506    | 28 881              |
| 2014 | 89 075          | 4216                | 44 472  | 44 603    | 29 201              |
| 2015 | 87 965          | 4164                | 43 821  | 44 144    | 29 425              |
| 2016 | 87 231          | 4129                | 43 500  | 43 731    | 29 565              |